# COVID-19-Pandemie in der Volksrepublik China
| Krankheit:              | COVID-19                          |
| Erreger:                | SARS-CoV-2                        |
| Erster Fall in:         | Wuhan                             |
| Ursprung:               | Wuhan                             |
| Bestätigte Fälle:       | 99.353.161                        |
| Inoffizielle Schätzung: | 248.000.000 (Stand Dezember 2022) |
| Todesfälle:             | 122.176                           |
| Quelle:                 | WHO COVID-19 dashboard            |
| Stand:                  | 28. April 2024                    |

Die COVID-19-Pandemie in der Volksrepublik China ist ein Ausbruch des Virus COVID-19, der im letzten Quartal 2019 erstmals Menschen befiel. Das Virus wurde erstmals Ende November 2019 in der Millionenstadt Wuhan der chinesischen Provinz Hubei entdeckt. Es breitete sich bald in China und anderen Ländern aus und verursachte die COVID-19-Pandemie.
Es gelang Behörden der VR China bis Anfang 2022, mit harten Maßnahmen wie der Abriegelung von betroffenen Gebieten, Massentests der Bevölkerung und strikten Einreisebestimmungen die Ausbreitung des Virus innerhalb der VR China zu verhindern. Im Verlauf des Jahres 2022 gab es immer wieder Ausbrüche, die die Regierung nicht mehr im Griff halten konnte. Im Gegensatz zu allen anderen Staaten der Erde hielt China aber weiterhin an seinen überaus strikten Maßnahmen wie dem massenweisen Einsperren von Menschen in ihren Wohnungen fest. Dies führte zum weiteren Rückgang der Geburten in China durch freiwillige Kinderlosigkeit sowie zu Protesten Ende 2022 trotz Verbots. Durch die Maßnahmen schwächelte auch die Wirtschaft, infolge der Proteste wurde auch deswegen plötzlich die Aufhebung fast aller Maßnahmen beschlossen. Dies führte zu einer massiven Infektionswelle von schätzungsweise fast 250 Millionen Menschen allein in den ersten drei Dezemberwochen. Das Gesundheitswesen war der großen Menge an gleichzeitig medizinischer Hilfe suchenden Menschen nicht gewachsen. Experten rechneten mit hunderttausenden Toten.

## Verlässlichkeit der Daten
Der erste offizielle Fall einer Covid-19-Infektion wurde am 1. Dezember 2019 bestätigt. Vermutlich gab es bereits im November 2019 erste Fälle.
Die Validität der chinesischen offiziellen Angaben bezüglich der Zahl der Infizierten, der neuen Infektionen und der Todeszahlen wird bezweifelt.
Nach einer Studie des Chinesischen Zentrums für Krankheitskontrolle- und prävention könnte die Zahl der in Wuhan mit Covid-19 Infizierten über eine halbe Million Menschen betragen haben. Die chinesischen Wissenschaftler ermittelten eine Immunitätsrate von 4,43 % in Wuhan, was Rückschlüsse auf die tatsächliche Zahl der Infizierten ermöglicht. Eine Infektionsrate, die teilweise 10-fach höher liegt als die offiziellen Zahlen, wird auch für andere Länder angenommen, weil viele Fälle nicht getestet oder gemeldet wurden.
Die Nationale Gesundheitskommission ist für die offiziellen Zahlen zuständig und koordiniert die Bekämpfung der Pandemie als oberste Behörde.
In der Volksrepublik China werden nur durch Lungenentzündung oder Atemwegsversagen Gestorbene als COVID-19-bedingte Todesfälle gezählt. Tote, die Vorerkrankungen hatten, werden in der offiziellen Statistiken nicht mitgezählt.

## Verlauf

### Dezember 2019
Ab dem 17. November 2019 wurden täglich zwischen einem und fünf neue Fälle gemeldet, so dass die Gesamtzahl der Infektionen bis zum 15. Dezember bei 27 lag. Am 20. Dezember wurden 60 Fälle bestätigt. Am 27. Dezember teilte Zhang Jixian, eine Ärztin des Hubei Provinz Krankenhauses für Chinesische und Westliche Medizin, den lokalen Gesundheitsbehörden mit, dass die Krankheit durch ein neues Coronavirus verursacht wurde. Zu diesem Zeitpunkt waren mehr als 180 Menschen infiziert. Am 28. und 29. Dezember kamen drei weitere Patienten in die Klinik der Ärztin. Das Krankenhaus informierte die Gesundheitskommissionen der Provinz Hubei und der Gemeinde. Die Gesundheitskommissionen beauftragten Wuhan und Jianghan sowie das Jinyintan-Krankenhaus, am 29. Dezember epidemiologische Untersuchungen für sieben Patienten durchzuführen. Sechs von ihnen wurden nach Jinyintan verlegt, in eine Facheinrichtung für Infektionskrankheiten. Ein Patient lehnte die Verlegung ab.
Am Abend des 30. Dezember wurden von der städtischen Gesundheitskommission von Wuhan Mitteilungen ins Internet gestellt, die alle Krankenhäuser in Wuhan aufforderten, jeden Lungenentzündungspatienten mit unbekannter Ursache, der auf dem Fischmarkt in Wuhan gewesen war, zu melden. Die Wuhaner Gesundheitskommission äußerte in einem Interview, dass die Untersuchung nicht abgeschlossen sei und die Experten von der Nationalen Gesundheitskommission auf dem Weg seien, die Untersuchung zu unterstützen.
Am 30. Dezember warnte der chinesische Arzt Li Wenliang innerhalb einer WeChat-Gruppe Kollegen angesichts einer Serie von Lungenentzündungen im Krankenhaus in Wuhan vor einem Virus, von dem er zu diesem Zeitpunkt annahm, es verursache das schwere akute Atemwegssyndrom (SARS). Nachdem sich die Warnung im Internet verbreitet hatte, wurden Li und mindestens sieben weitere Kollegen von der Polizei vorgeladen. Sie wurden beschuldigt, „unwahre Behauptungen gemacht“ zu haben, die die „gesellschaftliche Ordnung ernsthaft gestört“ hätten, und mussten unter Androhung von Strafen Schweigepflichtserklärungen unterschreiben, an die sich Li Wenliang später nicht hielt.
Am 31. Dezember informierten chinesische Behörden offiziell die Weltgesundheitsorganisation (WHO), dass seit Anfang Dezember mehrere Fälle von schwerer Lungenentzündung in der Stadt Wuhan aufgetreten waren, deren Erreger noch nicht identifiziert werden konnte. Die Meldung wurde noch am selben Tag von Nachrichtenagenturen verbreitet. Am 31. Dezember sandte das Chinesische Zentrum für Krankheitskontrolle und -prävention ein Team zur Untersuchung der unklaren Fälle nach Wuhan.

### Januar 2020

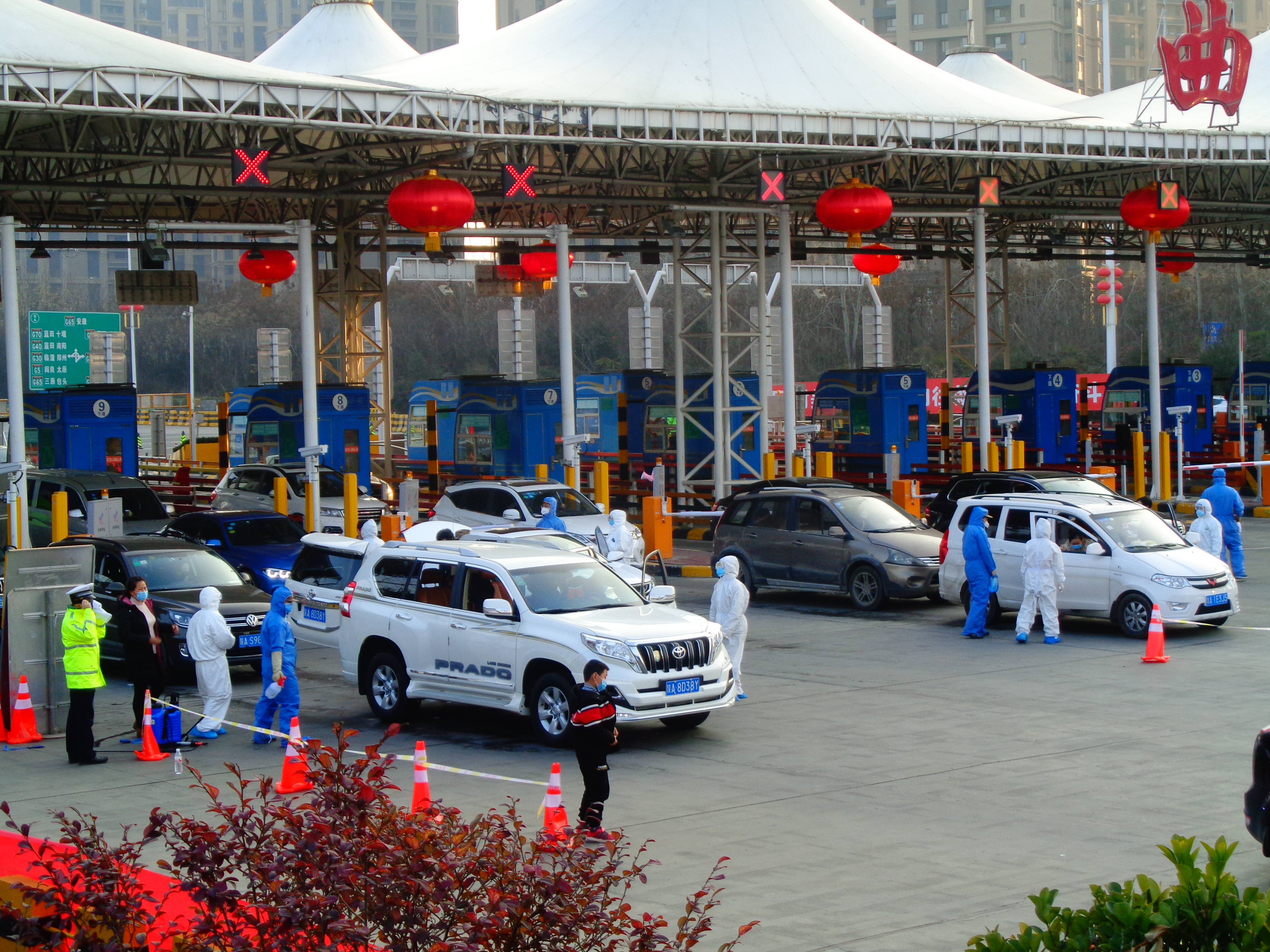
Personenkontrolle an der Stadtgrenze von Xi’an in der zentralchinesischen Provinz Shaanxi, Ende Januar 2020

Am 1. Januar 2020 berichtete die staatliche Nachrichtenagentur Xinhua über die angeblichen „Falschmeldungen“ der Ärzte und behauptete, es gäbe keine Anzeichen für eine Mensch-zu-Mensch-Übertragung der neuen Erkrankung. Die Erkrankungen von Krankenhauspersonal zeigten aber, dass das Virus von Mensch zu Mensch übertragen werden kann. Dies wurde am 20. Januar von chinesischen Behörden bestätigt.
Der Fischmarkt in Wuhan, der als Infektionsquelle angenommen wurde, wurde am 1. Januar 2020 von örtlichen Behörden geschlossen und desinfiziert. Später wurde nach einer Studie des Wuhaner Krankenhauses bekannt, der erste identifizierte Patient habe diesen Markt nicht besucht.
Am 5. Januar schloss das Chinesische Zentrum für Krankheitskontrolle und -prävention MERS-CoV und SARS-CoV als Erreger aus. Am 7. Januar wurde von chinesischer Seite die Identifizierung eines neuartigen Coronavirus bei mehreren Erkrankten bekanntgegeben. Das Virus erhielt die provisorische Bezeichnung 2019-nCoV (2019 neuartiges Coronavirus).
Vom 12. bis zum 16. Januar 2020 gab es staatlicherseits die gleichlautende Bekanntmachung, es habe keine Neuinfektionen und keine engen Kontakte zu Infizierten gegeben. In dieser Zeit wurden keine Präventivmaßnahmen ergriffen. Bis zum 17. Januar 2020 wurde die Kampagne für Wohltätigkeits-Kulturaktivitäten zum chinesischen Neujahrsfest (春节文化惠民活动) mit der Ausgabe von Hunderttausenden Freikarten für diverse Veranstaltungen in Wuhan weiterbetrieben, um Touristen anzulocken. Noch am 19. Januar 2020 wurde im Wohnviertel Baibuting (百步亭社区), einem Modell-Wohnbezirk in Wuhan, ein Bankett zum chinesischen Neujahrsfest für die 40.000 Bewohner des Stadtviertels abgehalten. Ab dem 19. Januar 2020 stieg die Zahl der Virusinfektionen sprunghaft an. In Beijing wurden seit dem 20. Januar Krankheitsfälle in bestimmten Krankenhäusern konzentriert.
Am 23. Januar kam es in Wuhan zum ersten von weltweit vielen Covid-19-typischen Lockdowns. Fast die gesamte Stadt wurde gesperrt, keine Bahn und kein Bus fuhr mehr. Er sollte bis zum 8. April 2020 andauern – zwei Monate, zwei Wochen und zwei Tage.
Bis einschließlich 26. Januar waren offiziellen chinesischen Angaben zufolge in China 2744 Infizierte registriert worden. Achtzig von ihnen seien daran gestorben. Am 26. Januar stufte das deutsche Robert Koch-Institut die Provinz Hubei inklusive der Stadt Wuhan als Risikogebiet in China ein.
Der chinesische Staatspräsident Xi Jinping sprach am 26. Januar von einer ernsten Situation. Alle Feierlichkeiten zum chinesischen Neujahr wurden abgesagt und eine Massenquarantäne der gesamten Provinz Hubei wurde für den 29. Januar angekündigt.
Am 29. Januar wurden in allen Provinzen der Volksrepublik China Fälle der SARS-CoV-2-Infektion gemeldet. Insgesamt waren damals 9.700 Menschen positiv getestet und 213 an COVID-19 gestorben.

### Februar 2020
Am 13. Februar änderten die chinesischen Behörden die Meldekriterien, und es wurden, abweichend von den Vorgaben der WHO, klinisch diagnostizierte Fälle ohne Virusnachweis erfasst. Dies ergab allein für Hubei mit 14.000 neuen Fällen die höchste Zahl an gemeldeten Neuinfektionen. Diese Änderung wurde am 20. Februar zurückgenommen und die Meldekriterien entsprechen seither wieder den Vorgaben der WHO.
Generalmajorin Chen Wei, Virologin und Ärztin der chinesischen Armee, wurde spätestens Mitte Februar (laut dem französischen Medium RFI schon Ende Januar) mit ihrem Team zum Wuhan Institute of Virology geschickt, um die Entwicklung eines Impfstoffs gegen Covid-19 zu leiten.
Am 18. Februar lag die Zahl der positiven Testergebnisse pro Tag in China unter 2.000; am 20. Februar sank sie unter 1.000 und laut WHO-Bericht vom 26. Februar gab es erstmals mehr positive Testergebnisse außerhalb Chinas als innerhalb. Die von der WHO vom 16. bis 24. Februar 2020 in China durchgeführte gemeinschaftliche Mission kam zu dem Ergebnis, dass die in China durchgeführten radikalen Maßnahmen geeignet waren, das Virus einzudämmen.
Laut Angaben der chinesischen Gesundheitsbehörden seien bis zum 25. Februar 3.387 Mitarbeiter des Gesundheitswesens in China im Rahmen der Pandemie an COVID-19 erkrankt. Davon seien 23 verstorben. Unter den 42.600 nach Hubei geschickten, speziell geschulten und ausgerüsteten Angehörigen der Unterstützungsteams sei es nach Aussage der Nationalen Gesundheitskommission zu keinen Infektionen gekommen.

### März 2020

COVID-19-Fälle auf dem chinesischen Festland nach Provinzen ab dem 7. März bis zum 23. März 2020

In seiner Rede am 9. März 2020 erklärte der WHO-Generaldirektor Ghebreyesus, mehr als 70 Prozent der etwa 80.000 Infektionsfälle seien genesen und hätten die Klinik verlassen. Die Zahl der offiziell registrierten Neuinfektionen in China lag an diesem Tag bei 45. Wissenschaftlichen Studien zufolge dürften zu diesem Zeitpunkt die ergriffenen Quarantänemaßnahmen Wirkung gezeigt haben.
Nachdem mehrere Tage keine neuen Infektionen gemeldet wurden, beschloss das Politbüro, die Pandemie in der Volksrepublik China sei vorbei. Am 24. März wurden wieder vier neue Fälle gemeldet. Am 29. März wurden insgesamt 31 neue Infektionen gemeldet; 30 davon schrieb man Eingereisten zu. Der eine inländische Fall stammte aus der Provinz Gansu. Ministerpräsident Li Keqiang forderte lokale Behörden am 25. März dazu auf, neue Infektionen nicht zu verschweigen. Eine zweite COVID-Welle wurde befürchtet.
Mit der Verringerung der offiziellen Zahlen von Covid-19-Infizierten in der Volksrepublik China und der weltweiten Verbreitung der Krankheit schloss die Volksrepublik China am 28. März die eigenen Grenzen für Ausländer. Zum 28. März 2020 gültige Visa und befristete Aufenthaltstitel konnten bis auf Weiteres nicht mehr für die Einreise genutzt werden. Man konnte neue Einreisevisa beantragen; diese wurden aber nur für bestimmte notwendige Aktivitäten ausgestellt. Seit dem 11. August 2020 können Inhaber von Aufenthaltstiteln aus EU-Staaten wieder einreisen.

### April 2020
Die Nationale Gesundheitskommission teilte am 1. April mit, sie werde entgegen den bisherigen Gepflogenheiten ab sofort auch die asymptomatischen Fälle zu der Gesamtzahl der COVID-19-Inifizierten dazuzählen. Am 1. April waren es 1367 asymptomatische Fälle laut offiziellen Angaben, die unter medizinischer Beobachtung standen.
Am 3. April empfahl die Pressesprecherin des chinesischen Außenministeriums Hua Chunying, dass Diplomaten aus aller Welt, die gegenwärtig nicht in China seien, bis zum 15. Mai 2020 nicht nach Peking zurückkehren sollten. Für den 3. April wurden 19 neue Infektionen gemeldet; 18 von ihnen seien importierte Fälle und ein neuer Fall stamme aus der Provinz Hubei.
Am 7. April 2020 berichteten offizielle Stellen der Volksrepublik, es sei erstmals seit Beginn der Infektionswelle kein COVID-19-bedingter Todesfall mehr registriert worden. Die strikte Reisesperre für bestimmte Bevölkerungsgruppen Wuhans (solche mit einem „grünen Kennzeichen“ in einer viel genutzten Gesundheits-App) wurde ab dem 8. April 2020 aufgehoben. Nach offiziellen Angaben waren bis zu diesem Zeitpunkt 81.740 nCoV-2019-Infektionen diagnostiziert worden und 3331 Personen waren daran verstorben.
Am 17. April 2020 korrigierte die Stadt Wuhan ihre Todeszahl von 2579 auf 3896. Dies bedeutet einen nachträglichen Anstieg um 1317 Todesfälle. Die Zahl der Infizierten erhöhte sich durch die Korrektur hingegen nur um 325 auf 50.333 Fälle. Als Gründe wurde angegeben, dass viele anfangs zu Hause starben, Krankenhäuser und Personal mit dem Ansturm überfordert gewesen seien und dass Krankenhäuser nicht am Meldesystem angeschlossen gewesen seien.
Ab Mitte April häuften sich Fälle in der Provinz Heilongjiang. Eine zweite COVID-Welle wurde befürchtet. Von chinesischer Seite wurde vermutet, Einreisende aus Russland hätten das Virus verbreitet.

### Mai 2020
In Wuhan traten am 10. Mai erstmals wieder 5 oder 6 Neuinfektionen auf. Als Reaktion sollten alle 11 Millionen Einwohner der Stadt mit Nukleinsäuretests getestet werden. Nach Medienangaben war vorgesehen, die Einwohner in jedem Stadtbezirk Wuhans jeweils binnen zehn Tagen auf das Virus zu testen, wobei der Anfangszeitpunkt variieren konnte. Mitte Mai sollten zunächst die Einwohner des Stadtbezirks Wuchang getestet werden. Medien sprachen von höchstens 100.000 Tests pro Tag. Mehrere Studien nach dem Ausbruch zeigten ein Vorhandensein von Antikörpern in der Bevölkerung von Wuhan gegen das Virus bei rund 4–7 % der Untersuchten, Bei Blutspendern aus den nicht in Hubei liegenden Städten Shenzhen und Shijiazhuang zeigten sich Werte deutlich unter 1 %.
Die Stadt Shulan in der Provinz Jilin im Nordosten Chinas wurde am 11. Mai 2020 in Quarantäne gesetzt, da drei neue Infektionsfälle auftraten.
Am 13. Mai 2020 wurde die Stadt Jilin (Stadt) in der Provinz Jilin unter Quarantäne gesetzt, nachdem 21 Fälle von Infektionen bekannt geworden waren. Die Zugverbindungen wurden ausgesetzt und Kinos sowie Fitnessstudios mussten schließen. Wer Jilin verließ, benötigte einen negativen Corona-Test und musste sich an dem neuen Ort in Quarantäne begeben.
Am 29. Mai flog eine erste Lufthansa-Maschine 200 deutsche Geschäftsleute nach Tianjin. Auf diesem ersten Flug war eine Person mit COVID-19 infiziert.

### Juni 2020
Ein im September 2020 geplanter EU-Gipfel, der unter der deutschen EU-Ratspräsidentschaft in Leipzig geplant war, wurde am 3. Juni 2020 in gegenseitigem Einvernehmen von Xi Jinping, Angela Merkel und dem Präsidenten des Europäischen Rates, Charles Michel, verschoben; ein Treffen sei in Anbetracht der pandemischen Gesamtlage zu risikoreich.
Nach mehreren neuen Corona-Infektionsfällen (Stand 12. Juni laut Behörden sieben bekannte neue Fälle) wurden in Peking, einer Stadt mit 21,5 Millionen Einwohnern, einige Schulen und Kindergärten geschlossen und mehrere Wohngebiete abgeriegelt. Laut offiziellen Angaben der chinesischen Gesundheitskommission wurden am 13. Juni 58 neue Infektionsfälle gemeldet, davon 36 Fälle in Peking. Am 18. Juni gab es in Peking 137 bestätigte Fälle. Nachdem zunächst Lachs als Quelle für das Virus in den Nachrichten kursierte, erklärte Gao Fu, der Direktor des chinesischen Zentrums für Krankheits- und Präventionskontrolle, dass er davon ausgeht, dass das Virus schon im Mai asymptomatisch in Peking kursierte. Er erwähnte den Lachs als Ursache für den Ausbruch nicht, das heißt, dass er von einer anderen Quelle ausgeht. Zwischen dem 11. und 20. Juni wurden 2,3 Mio. Menschen getestet, die tägliche Testkapazität lag am 20. Juni bei 500.000 und es wurden am 22. Juni insgesamt 249 Infektionsfälle gemeldet.

### Oktober 2020
Die Volksrepublik China war einer der wenigen Staaten weltweit, die es schafften, die Pandemie zwischenzeitlich erfolgreich einzudämmen. Die Zahl der täglichen Neuinfektionen lag über dem Sommer auf einem geringen, meist niedrig zweistelligen Niveau. Zwischen August und Oktober kam es zu keinen gemeldeten Infektionen innerhalb Chinas. Der Alltag lief derweil annähernd normal weiter, auch Großveranstaltungen wie eine Poolparty in Wuhan mit über 1.000 Gästen ohne Maskenpflicht oder ein Oktoberfest in Qingdao mit Hunderttausenden Gästen fanden ohne Ausbrüche statt. Mitte Oktober ereignete sich in Qingdao ein Ausbruch ausgehend von einem Krankenhaus, in dem nach China eingereiste Patienten behandelt werden. Im Infektionscluster wurden 13 Personen positiv getestet. Daraufhin veranlassten die Behörden einen Massentest, bei dem über 10 Millionen Einwohner der Stadt auf das neuartige Coronavirus getestet wurden. Alle Tests waren negativ. Ende Oktober wurden in Kaschgar 163 Menschen positiv auf das Coronavirus getestet. Nachdem ein 17-jähriges Mädchen positiv getestet worden war, wurde ein Massentest der gesamten Bevölkerung von 4 Millionen Einwohnern binnen eines Wochenendes veranlasst.

### Dezember 2020
Ende Dezember 2020 häuften sich Fälle in der Hauptstadt Peking. Dies veranlasste die chinesische Regierung zu erneuten Maßnahmen, wie Massentests, Abriegelung von Stadtteilen etc. Am 31. Dezember wurde bekannt, dass es in der Stadt Shenyang neue Fälle gegeben hat und daher die Stadt in einen Lockdown geht; Schulen wurden geschlossen und die öffentlichen Verkehrsmittel stillgelegt etc.

### Januar 2021
Die Provinzhauptstadt von Hebei, Shijiazhuang, wurde Anfang Januar 2021 abgeriegelt, nachdem 63 neue Fälle bekannt wurden. Am 9. Januar wurden 48 Neuinfektionen aus der Provinz Hebei gemeldet. Dies veranlasste Premier Li Keqiang, vor Nichtmeldungen zu warnen und Transparenz einzufordern, da sonst die nationale Sicherheit auf dem Spiel stehen würde. Es soll sich um eine neue Mutation handeln. Ferner ging die Stadt Xingtai, ebenfalls in der Provinz Hebei, in den Lockdown. In Beijing wurde der Stadtteil Daxing mit 1,7 Millionen Einwohner in den Lockdown geschickt. Die Quarantäne bei Einreise aus dem Ausland wurde für die Hauptstadt Beijing auf 28 Tage hochgesetzt.
Die Stadt Tonghua in der Provinz Jilin im Nordosten Chinas hat während eines Lockdowns vom 25. Januar an Probleme die Bevölkerung adäquat mit Nahrungsmitteln und Medizin zu versorgen.

### August 2021
Ein Cluster mit 200 Infektionen auf dem Nanjinger Flughafen führte zu Infektionen mit der Delta-Variante in 15 chinesischen Städten. Die Städte Nanjing und Zhangjiajie gingen in den Lock-Down.

### Oktober 2021
In den letzten beiden Oktoberwochen wurden rund 400 Neuinfektionen gemeldet. Die chinesische Regierung besteht darauf, ihre Zahl wieder auf Null zu drücken, und nimmt für sich in Anspruch, ihre Methoden zur Bekämpfung der Pandemie seien jenen aller westlichen Länder überlegen. Mancherorts zeigen sich Unmut und Erschöpfung über die Maßnahmen.
Als ein Grund für die Nervosität von Behörden und Funktionären gelten die Olympischen Winterspiele im Februar 2022, die vor Zuschauern stattfinden sollen.

### November 2021
Kurz nach dem Bekanntwerden der SARS-CoV-2-Variante Omikron wurde in Hongkong ein Fall festgestellt.

### Dezember 2021
Wegen der Omikron-Variante hat die Führung Chinas ihre strikte Null-Covid-Strategie noch verschärft. Viele in China lebenden Ausländer verlassen deshalb das Land.
Laut einer Untersuchung zweier Hongkonger Universitäten produzieren selbst drei Impfungen mit dem chinesischen Impfstoff CoronaVac nicht genügend Antikörper, um vor einer Infektion mit der hochansteckenden Omikron-Variante zu schützen.
Am 9. Dezember 2021 kam es in der Stadt Xian zu einem größeren Ausbruch von COVID-19, sodass die gesamte Stadt mit 13 Millionen Einwohnern in einen Lockdown geschickt wurde. Aufgrund der Länge des Lockdowns zeigten sich Lieferengpässe bei Nahrungsmittel, was zu Unmut in der Bevölkerung führte.

### 2022
Von Januar bis März 2022 trug die Volksrepublik China die Olympischen Winterspiele 2022 und die Winter-Paralympics 2022 aus.
Angesichts hoher Neuinfektionen wurden am oder vor dem 14. März 2022 die Provinz Jilin abgesperrt und mit einer Ausgangssperre belegt.
Als vermehrt Omikron-Fälle in Shanghai registriert wurden, kündigte die Volksrepublik China am 27. März eine Ausgangssperre für die etwa 25 Millionen Bewohner der Stadt an. Damit einhergehend wurde der gesamte Wirtschaftsbetrieb der Stadt heruntergefahren. Dies änderte jedoch nicht, dass die Stadt auch noch im Folgemonat April einen Anstieg der Infektionszahlen registrierte. Nach Protesten gegen die Ausgangssperren zog Shanghai Ende März 2022 Zivilisten in vier von 16 Bezirken Shanghais in die Volksmiliz ein, um die Pandemie-Kontrollmaßnahmen zu unterstützen. Im April wurden vermehrt Hilfeschreie der Bevölkerung aufgrund fehlender Versorgung infolge der Null-Toleranz-Strategie, die die VR China mit stringenten Ausgangssperren verfolgt, publik. Um die Versorgung der Bevölkerung mit Lebensmitteln zu gewährleisten, bekommen die Bewohner der Stadt die Lebensmittel geliefert. Supermarktmitarbeiter schlafen am Arbeitsplatz, um die Bestellungen zeitig abzuarbeiten.
Am 3. April meldete China 13.146 neue Fälle von COVID-19-Erkrankungen innerhalb eines Tages. Dies überstieg den bisherigen in Wuhan im Februar 2020 registrierten Höhepunkt an Neuerkrankungen innerhalb eines Tages.
Am 4. April gaben Beamte in Suzhou bekannt, dass in Changshu (1,5 Millionen Einwohner), das am 11. März abgeriegelt wurde, eine neue Mutation der Omikron-Variante entdeckt wurde. Auch die in der Inneren Mongolei liegende Stadt Baicheng wurde abgeriegelt.
Am 7. Dezember 2022 kündigte die VR China angesichts der vorangegangenen landesweiten Proteste die Lockerung der Null-COVID-Strategie an. Dies wurde im Ausland mit Sorge beobachtet.
Ab 23. Dezember 2022 wurde von einer alarmierenden Steigerung der Infektionszahlen und Überlastung der Krankenhäuser und Krematorien berichtet, wobei die objektive Situation im Dunkeln liegt, zumal die Regierung zuvor die offizielle Veröffentlichung täglicher Corona-Daten nach fast drei Jahren ohne Begründung eingestellt hatte; es wird jedoch von 250 Millionen Neuinfektionen und einer Million Toten innerhalb weniger Wochen ausgegangen.

## Maßnahmen

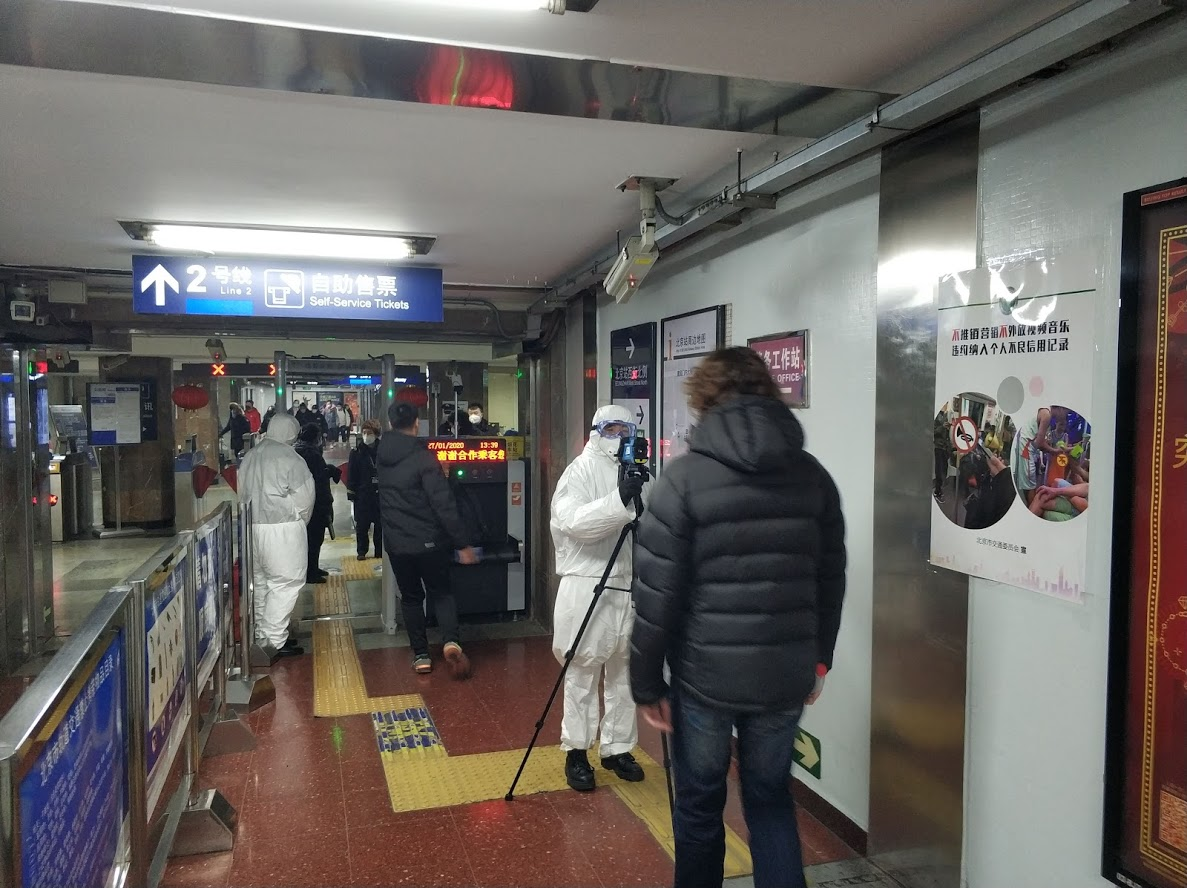
Messung erhöhter Körpertemperatur an einer Metrostation in Peking

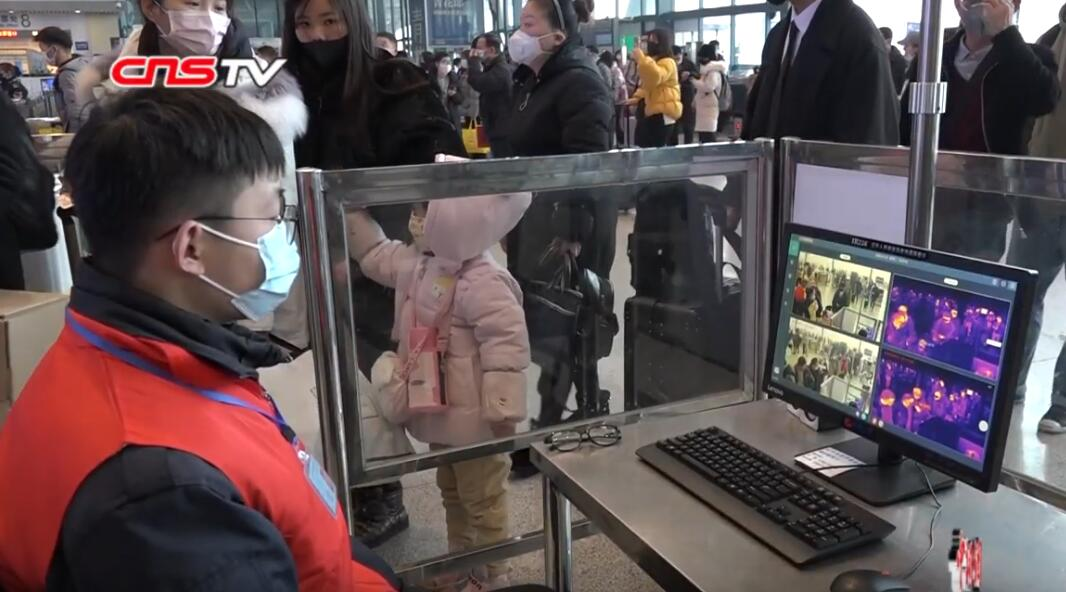
Screening von Passagieren mit einer Wärmebildkamera am Bahnhof von Wuhan

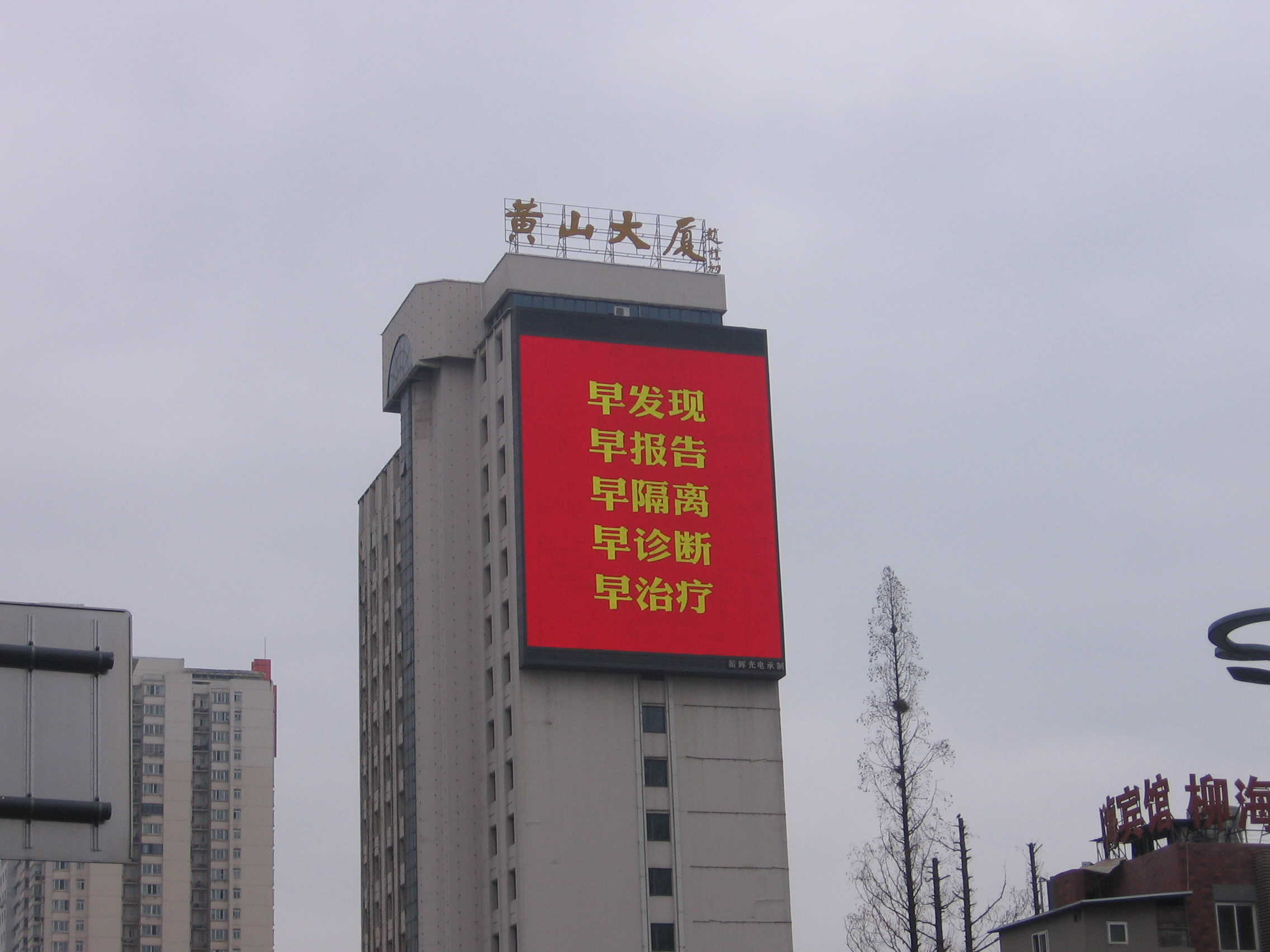
Ein Großbildschirm an einem Hochhaus in der Stadt Hefei (Provinz Anhui) am 10. Januar 2020 mit der Parole „早发现、早报告、早隔离、早诊断、早治疗“ – „Früherkennung, frühzeitige Berichterstattung, frühzeitige Isolierung, frühzeitige Diagnose, frühzeitige Behandlung“

| Stadt     | Provinz  | von             | bis               | Belege                  |
| --------- | -------- | --------------- | ----------------- | ----------------------- |
| Wuhan     | Hubei    | 23. Januar 2020 | 8. April 2020     | [ 115 ] [ 116 ] [ 117 ] |
| Huanggang | Hubei    | 23. Januar 2020 | 17.–25. März 2020 | [ 116 ] [ 119 ]         |
| Ezhou     | Hubei    | 23. Januar 2020 | 17.–25. März 2020 | [ 116 ] [ 120 ] [ 121 ] |
| Chibi     | Hubei    | 24. Januar 2020 | 17.–25. März 2020 | [ 122 ]                 |
| Jingzhou  | Hubei    | 24. Januar 2020 | 17.–25. März 2020 | [ 123 ]                 |
| Zhijiang  | Hubei    | 24. Januar 2020 | 17.–25. März 2020 | [ 124 ]                 |
| Yichang   | Hubei    | 24. Januar 2020 | 17.–25. März 2020 | [ 125 ]                 |
| Qianjiang | Hubei    | 24. Januar 2020 | 13. März 2020     | [ 126 ] [ 127 ]         |
| Xiantao   | Hubei    | 24. Januar 2020 | 13.–25. März 2020 | [ 128 ]                 |
| Xianning  | Hubei    | 24. Januar 2020 | 13.–25. März 2020 | [ 129 ]                 |
| Huangshi  | Hubei    | 24. Januar 2020 | 13.–25. März 2020 | [ 130 ]                 |
| Dangyang  | Hubei    | 24. Januar 2020 | 13.–25. März 2020 | [ 131 ]                 |
| Enshi     | Hubei    | 24. Januar 2020 | 13.–25. März 2020 | [ 132 ]                 |
| Xiaogan   | Hubei    | 24. Januar 2020 | 13.–25. März 2020 | [ 133 ]                 |
| Jingmen   | Hubei    | 24. Januar 2020 | 13.–25. März 2020 | [ 134 ]                 |
| Wenzhou   | Zhejiang | 2. Februar 2020 | 20. Februar 2020  | [ 136 ]                 |
|           | Jilin    | 14. März 2022   |                   | [ 94 ]                  |
| Changshu  |          | 11. März 2022   |                   | [ 107 ]                 |
| Shanghai  |          | 27. März 2022   | 1. Juni 2022      | [ 95 ]                  |
| Xuzhou    | Jiangsu  | 30. März 2022   | 2. April 2022     | [ 138 ]                 |
| Baicheng  |          | 4. April 2022   |                   | [ 108 ]                 |

### Abriegelung Wuhans
Vom 23. Januar 2020 an wurden sämtliche Zug- und Flugverbindungen aus der Neun-Millionen-Stadt Wuhan eingestellt, ebenso alle Bus-, U-Bahn- und Fährverbindungen. Die Einwohner Wuhans wurden angewiesen, die Stadt nicht zu verlassen. Bibliotheken, Museen und Theater sagten Veranstaltungen ab. In Wuhan wurde ein Koordinierungszentrum für Maßnahmen zur Eindämmung der Epidemie eingerichtet. Zu diesem Zeitpunkt waren 500 Infektionen offiziell bestätigt und es hatten sich 17 Todesfälle ereignet (alle in Wuhan und der Provinz Hubei). Epidemiologen schätzen die Zahl der Infizierten am 22. Januar 2020 auf etwa 4000.
Vom 17. Februar 2020 an galten für die gesamte Provinz Hubei weitere verschärfte Maßnahmen, die der Eindämmung der Epidemie dienen sollten. Insgesamt verhängte die Provinzregierung durch Erlass 15 Beschränkungen. Alle nicht wesentlichen öffentlichen Orte werden geschlossen, Massenveranstaltungen untersagt. Apotheken und Supermärkte bleiben geöffnet, müssen aber bei jedem Eingelassenen die Körpertemperatur bestimmen. Zusätzlich müssen von jedem Käufer von Husten- oder Fiebermitteln alle Personaldaten erfasst werden. In der gesamten Provinz werden die Zufahrten zu allen Dörfern und Gemeinden gesperrt, um Ausreisen zu kontrollieren und Externen den Zugang zu verwehren. Der Betrieb aller Fahrzeuge ist untersagt mit Ausnahme von Transport-, Feuerwehr-, Rettungs- und Polizeifahrzeugen. Zeitgleich lief eine dreitägige Tür-zu-Tür-Erfassungsaktion in allen Gemeinden an, mit dem Ziel, ausnahmslos alle bisher unerkannten Fälle zu identifizieren und aufzunehmen.

### Maßnahmen in weiteren Städten (einschließlich Sonderverwaltungszonen)
Am Donnerstag, den 23. Januar 2020, wurde die 70 Kilometer östlich von Wuhan gelegene Millionenstadt Huanggang vom öffentlichen Verkehr abgeriegelt. Am Freitag, den 24. Januar 2020, um 00:00 Uhr Ortszeit, wurde eine Sperre aller Kinos, Internetcafés und des zentralen Markts von Wuhan ausgerufen. Ähnliche Maßnahmen gab es zudem im nahe gelegenen Ezhou, wo noch am 23. Januar der Hauptbahnhof gesperrt wurde. Damit betrafen die Beschränkungen fast 20 Millionen Menschen, was vom Umfang her einmalig in der neueren Geschichte ist.
In Peking wurden am Donnerstag, den 23. Januar 2020, die Großveranstaltungen zur Feier des chinesischen Neujahrsfests abgesagt und einige touristische Attraktionen geschlossen.
Am 24. Januar 2020 gab der Shanghai Disneyland Park bekannt, aufgrund des Virusausbruchs seine Pforten temporär zu schließen. McDonald’s China schloss am selben Tag in den Städten Wuhan, Ezhou, Huanggang, Qianjiang und Xiantao vorübergehend alle Restaurants. Google schloss seine Büros. Starbucks schloss 2000 seiner Filialen, McDonald’s schloss 300 Restaurants, IKEA schloss zunächst die Hälfte seiner Möbelhäuser, dann alle 30. Apple schloss seine Filialen und mehrere deutsche Großunternehmen stellen Dienstreisen von und nach China ein.
Am 25. Januar 2020 betrafen die ausgeweiteten Quarantänemaßnahmen der Behörden etwa 56 Millionen Menschen in 18 Städten Chinas.
Das öffentliche Verkehrssystem wurde landesweit auf ein Minimum heruntergefahren. Der Neujahrsurlaub wurde um eine Woche bis zum 9. Februar 2020 verlängert, um möglichst vielen Menschen die Selbstquarantäne für eine Inkubationszeit des Virus zu ermöglichen.
Ab Mitte Februar 2020 wurde mit Hilfe von Handy-Apps die Bewegung der Bevölkerung überwacht, um die Quarantänemaßnahmen durchzusetzen und um Kontaktpersonen zu identifizieren. Dazu muss jeder Bürger eine App auf sein Smartphone installieren, die mit den verschiedenen Online-Diensten, wie Alibaba oder Tencent, verknüpft ist und alle Daten ausliest. Anhand dieser Daten erhalten die Smartphone-Besitzer einen Farbcode auf das Smartphone. Rot heißt zwei Wochen Isolation, gelb sieben Tage Quarantäne und grün freier Zugang. Diese App muss bei Polizeikontrollen, Hauseingangskontrollen etc. vorgezeigt werden.
Ab Januar 2020 begann in der Sonderverwaltungszone Hongkong die graduelle Schließung von Schulen, Kindergärten, Freizeitparks und öffentlichen Einrichtungen mit Publikumsverkehr wie Sportzentren oder Bibliotheken. Ausstehende Schulprüfungen wurden mit Maskenpflicht, Temperaturuntersuchungen und Abstandsgeboten noch durchgeführt. Ab dem 17. Januar 2020 galten Reiserestriktionen für Besucher der Provinz Hubei, die in der Folge auf alle Länder ausgedehnt wurden. Quarantänemaßnahmen von Einreisenden wurden elektronisch überwacht und deren Reisedaten vom Immigration Office in das Datensystem der Gesundheitsbehörden eingespeist. Eine allgemeine Maskenpflicht wurde eingeführt und im Gesundheitswesen generell das Tragen von persönlicher Schutzausrüstung für alle Mitarbeiter vorgeschrieben.
Beobachter wie Amnesty International wiesen darauf hin, dass die ergriffenen Maßnahmen zahlreiche Menschenrechte tangieren. Chinas Entschlossenheit beim Lockdown wurde später von der WHO gelobt; dies wurde kritisch rezipiert und von US-Präsident Trump massiv kritisiert.
Eine wissenschaftliche Studie prüfte im April 2020 die Effektivität der Eindämmungsmaßnahmen und glich auch die aus China gemeldeten Daten mit dem in der Studie verwendeten mathematischen Modell ab. Die Autoren schrieben, die chinesischen Fallzahlen würden plausibel den Verlauf des Ausbruchs wiedergeben und seien in sich kohärent. Die Modellrechnung ergab, dass ab dem 7. Februar die Zahl der durch das System nicht erfassten Neuinfektionen einen Höhepunkt erreicht habe und somit die Ausbreitung entscheidend gebremst wurde.
Die Forscher nannten die Maßnahmen effektiv und ursächlich für die Entwicklung der Fallzahlen; man könne allerdings keine Aussage über die Effektivität von Einzelmaßnahmen treffen, weil die Maßnahmen ‚paketweise‘ implementiert wurden.

### Bau von provisorischen Krankenhäusern
Aufgrund der dramatisch ansteigenden Zahl von Erkrankten wurde vom 23. Januar bis zum 2. Februar 2020 in Wuhan ein erstes Notkrankenhaus, das Huoshenshan-Krankenhaus, erbaut, das für etwa 1000 Betten konzipiert war und planmäßig am 3. Februar in Betrieb genommen wurde. Am 25. Januar begann der Bau des Leishenshan-Krankenhauses, das für noch größere Kapazitäten ausgelegt und am 6. Februar 2020 weitgehend fertiggestellt war.
Insgesamt entstanden in Wuhan 16 Notkrankenhäuser, unter anderem in Sport- und Messehallen der Stadt. Mitte März waren alle 16 geschlossen.

### Impfungen
Nach Angaben von Medien begann China im Juli 2020 mit Testimpfungen. Bis zum 20. November 2020 waren, so das Pharmaunternehmen Sinopharm, fast eine Million Menschen in China gegen das Virus geimpft. Laut der Hongkonger Zeitung South China Morning Post plante China, bis Anfang Februar 2021 insgesamt etwa 50 Millionen Menschen mit Impfstoffen der Unternehmen Sinopharm und Sinovac Biotech zu impfen. Am 11. April 2021 äußerte sich der Chef des Chinesischen Zentrums für Krankheitskontrolle und -prävention George F. Gao auf einer Konferenz zu Impfstoffen in Chengdu, dass die chinesischen Impfkampagne, die vor allem Totimpfstoffe einsetze, unter der vergleichsweise geringen Schutzwirkung der Impfstoffe leide. Als Lösung stellte er Änderungen an den Impfschemata etwa durch Kombination verschiedener Impfstoffklassen in Aussicht. Ebenso appellierte er die neuartigen RNA-Impfstoffe einzusetzen. Die Aussagen wurden in den chinesischen sozialen Medien zensiert, erreichten jedoch eine große Reichweite in China. Stand April 2021 haben rund 60 Länder weltweit mindestens einen chinesischen Impfstoff zugelassen.

## Folgen

### Außenpolitik
Die Volksrepublik wurde für das radikale Vorgehen von der WHO und dem deutschen Gesundheitsminister Jens Spahn gelobt.

#### Diskurse über den Ursprung des Virus
Auseinandersetzungen gab es, als Ende März 2020 ein G7-Gipfel anberaumt wurde und Donald Trump bei einer gemeinsamen Erklärung das Virus zunächst als China Virus und dann als Wuhan Virus bezeichnen wollte, was sich die Volksrepublik und alle anderen G7-Staaten verbaten. Der chinesisch-amerikanische Konflikt hat sich im Rahmen der Pandemie verschärft. Beide Länder haben die Journalisten der jeweils anderen Seite des Landes verwiesen.
Im Februar 2020 als auch im April 2020 haben sich die USA und China gegenseitig vorgeworfen, COVID-19 als Biowaffe entwickelt zu haben. Von chinesischer Seite wurde behauptet, dass das US-amerikanische Militär bei einer Übung in China das Virus eingeschleppt hätte. Donald Trump unterstellte implizit, dass die chinesische Regierung das Virus als Biowaffe entwickelt habe. Wissenschaftlich ist der Verdacht, dass es sich um ein künstlich geschaffenes Virus handelt, nicht haltbar. Auch der Bundesnachrichtendienst hält dies für die unwahrscheinlichste Variante. Nach chinesischer Sichtweise ist das Virus auf dem Huanan-Markt in Wuhan von illegal verkauften Tieren auf den Menschen übergesprungen. Bezüglich der These, dass das Virus auf einem Markt vom Tier auf den Menschen übergesprungen sei, sind verschiedene wissenschaftliche Artikel veröffentlicht, die nicht schlussendlich verifizieren können, dass es sich um den Wuhaner Markt handelt. Im April 2020 forderte US-Außenminister Mike Pompeo China auf, nachdem er auf mögliche – aber wissenschaftlich nicht verifizierte – Verbindung zwischen Wildtiermärkten und Zoonose verwies, diese Märkte dauerhaft zu schließen.
Im Rahmen dieser Diskussion wurde im April 2020 von der chinesischen Zentralregierung veranlasst, dass wissenschaftliche Publikationen nunmehr ein mehrstufiges Zensurprozedere durchlaufen müssen. Außerdem sollen drei chinesische Aktivisten, die auf GitHub eine Plattform namens Terminus2049 organisierten und zensierte Artikel über COVID-19 wiederherstellten, verhaftet worden sein.
Am 24. April 2020 veröffentlichte die chinesische Botschaft in Deutschland eine Replik auf die Anschuldigungen auf ihrer Webseite. Dabei wird auf 16 Anschuldigungen eingegangen und diese werden teilweise mit Belegen dementiert. Weder sei das Virus künstlich hergestellt worden, noch sei es dem Virologischen Institut in Wuhan entwichen; ob das Virus aus der Volksrepublik China stamme, sei noch nicht geklärt; Verzögerungen beim Informationsaustausch seitens der VR China werden für unwahr erklärt; die Validität der Daten wird dementiert. Die angeblichen Qualitätsmängel chinesischer Schutzausrüstung werden mit unterschiedlichen Standards erklärt.
Anfang Januar 2021 sollte die WHO für eine Untersuchung in die VR China einreisen, dies wurde ihr jedoch untersagt, weil noch nicht alle Anlaufstellen bereit seien.

#### Desinformationskampagne der chinesischen Außenpolitik und internationale Reaktionen
Im Rahmen der Diskussion über den Ursprung des Virus, aber auch bezüglich der Lieferung von medizinischer Ausrüstung versucht die chinesische Regierung, ihr eigenes Handeln positiv darzustellen, und schreckt nicht davor zurück, Druck auszuüben. International versuchten die chinesischen Diplomaten auf allen erdenklichen Wegen, die internationale Diskussion über mögliche Anschuldigungen und den Ursprung des Virus zu beeinflussen. Bekannt wurde, dass chinesische Diplomaten versuchten, deutsche Politiker für positive Aussagen über den chinesischen Beitrag zur Bekämpfung der Pandemie zu gewinnen. Dies wurde vom Innenministerium auf Anfrage bestätigt.
Die chinesische Regierung versucht ferner Druck auf andere Länder auszuüben, um eigene Interessen durchzusetzen, indem sie die Lieferung von medizinischer Ausrüstung verweigert und droht, chinesische Verbraucher zum Boykott der Produkte dieser Länder aufzurufen, wie z. B. im Fall der Niederlande und Australien. Aufgrund dieser chinesischen Desinformationskampagne schloss Schweden als erstes Land alle Konfuzius-Institute und hob Städtepartnerschaften auf.
Die chinesische Staatszeitung China Daily veröffentlichte Anfang Mai 2020 einen Gastbeitrag der 27 europäischen Botschafter, der mit deren Einwilligung zensiert wurde. Vorher stand in dem Artikel, dass das Virus aus China stamme. Dieses Einknicken wurde in den Medien kritisiert.

#### Kritik seitens afrikanischer Staaten
Nach der Vertreibung afrikanischer, vor allem nigerianischer Studenten aus ihren Wohnungen Anfang April 2020 in Guangzhou wurde den chinesischen Behörden Rassismus vorgeworfen. Es kam zu Protesten der nigerianischen Regierung, die den chinesischen Botschafter einbestellte. Auch dem chinesischen Gesandten bei der Afrikanischen Union wurde eine Protestnote übergeben. Die Botschafter afrikanischer Staaten verlangten in der Note von der chinesischen Regierung, Zwangstests auf das Virus, Quarantäne und andere „inhumane“ Maßnahmen für Afrikaner zu beenden. Das chinesische Außenministerium gab daraufhin bekannt, dass für alle Personen, die nach Guangzhou einreisen, die gleichen Antivirusmaßnahmen gelten. Am 9. April wurde angeordnet, dass auch Afrikaner, die schon länger vor Ort sind, für 14 Tage in Quarantäne müssen, weil von chinesischen Behörden eine zweite Welle Infizierter aus der afrikanischen Gemeinde in Guangzhou vermutet wurde, nachdem 5 Nigerianer im Umfeld eines Restaurants als infiziert erkannt worden waren.

### Innenpolitik
Kritische Journalisten außerhalb Festlandchinas merkten an, dass sich die Epidemie, gerechnet vom Datum des ersten Erkrankungsfalls, 40 Tage lang habe ausbreiten können, bevor die Behörden energische Maßnahmen (die Quarantäneverhängung) ergriffen. Die zögerliche Reaktion der Behörden sei dafür verantwortlich, dass man derart drastische Maßnahmen habe ergreifen müssen. In einem Interview im Staatsfernsehen am 27. Januar 2020 erklärte der Bürgermeister von Wuhan, Zhou Xianwang (周先旺), selbstkritisch, dass die Reaktion der staatlichen Stellen auf den Epidemieausbruch „nicht gut genug“ gewesen sei und verbessert werden müsse. Die staatlichen Stellen hätten Informationen nur verzögert herausgegeben. Das chinesische Infektionsschutzgesetz verpflichte die örtlichen Behörden, Informationen „entsprechend den gesetzlichen Bestimmungen“ herauszugeben. Allerdings benötigten die örtlichen Behörden hierzu die Erlaubnis der Zentralregierung. Die letzte Bemerkung Zhous konnte dabei als indirekte Kritik an der Zentralregierung verstanden werden. Zhou bot öffentlich seinen Rücktritt an. Am 11. Februar 2020 wurde bekannt, dass zahlreiche Funktionäre in der Provinz Hubei von ihren Posten entlassen worden waren.
Politische Analysten spekulierten, dass das nicht optimale Krisenmanagement zu einer Bedrohung für Autorität und Glaubwürdigkeit der Staatsspitze werden könne. Am 19. April meldete die chinesische Nachrichtenagentur Xinhua, dass Sun Lijun, der ehemalige Vizeminister der Staatssicherheit, festgenommen wurde, da er schwere Verstöße gegen Disziplin und Recht begangen haben soll. Er war mit der Bekämpfung der Pandemie in Wuhan betraut. Vermutet wird, dass er Präsident Xi gegenüber nicht loyal war und dieser in ihm einen Schuldigen für die Krise sieht.
Der Nationale Volkskongress tagt normalerweise jedes Jahr Anfang März. Aufgrund der Pandemie wurde er verschoben. Der Beginn der Sitzung wurde auf den 22. Mai verlegt. Erwartet wurden Erklärungen zur COVID-19-Pandemie. Auf der Tagung wurde keine Äußerungen zu COVID-19 getroffen. Dafür wurde ein Sicherheitsgesetz für Hongkong beschlossen. Erstmals wurde kein Wachstumsziel vorgegeben. Li Keqiang hob hervor, dass zu viele Unsicherheiten bestehen würden, um ein Ziel vorzugeben; er hoffe aber auf ein positives Wirtschaftswachstum für das Jahr 2020.

#### Gesellschaftliche Auswirkungen
Die menschenrechtswidrigen Maßnahmen führten zum weiteren Rückgang der Geburten in China durch freiwillige Kinderlosigkeit. Viele junge Menschen wollen das autoritäre System nicht weiter unterstützen und zukünftigen Menschen das Leben darin nicht antun, besonders seit den starken Einschränkungen der Freiheit wie dem massenhaften Einsperren in Wohnungen. Die Regierung zensiert die öffentliche Debatte darüber teilweise, so zum Beispiel 2022 das Schlagwort #thelastgeneration.
Die häusliche Gewalt nahm im Rahmen der verordneteten Quarantäne in China um das Dreifache zu.

#### Verhaftungen und Verurteilungen
Der Augenarzt Li Wenliang aus Wuhan, der als einer der Whistleblower des Coronavirus-Ausbruchs bekannt wurde, verstarb am 7. Februar 2020 an COVID-19. In den sozialen Netzwerken wurde sein Tod betrauert und die Regierung kritisiert. Eine Gruppe chinesischer Intellektueller unter Federführung von Xu Zhangrun von der Tsinghua-Universität unterzeichneten einen offenen Brief, in dem sie die Zentralregierung aufforderten, sich bei Dr. Li zu entschuldigen und die Meinungsfreiheit zu schützen. Der Immobilienunternehmer, ehemaliger Politiker sowie langjähriges Parteimitglied der KPCh, Ren Zhiqiang, wurde festgenommen und ihm werden schwerwiegende Verstöße gegen Disziplin und Recht vorgeworfen. Er hatte Xi für sein Krisenmanagement in einem Essay, der in den sozialen Medien kursierte, kritisiert.
Die chinesische Schriftstellerin Fang Fang hat ein Tagebuch über die Quarantäne in Wuhan verfasst, welches innerhalb Chinas in den sozialen Medien veröffentlicht wurde und zunächst viel Zuspruch erhielt. Nachdem bekannt wurde, dass es im Ausland in Englisch und Deutsch veröffentlicht werden soll, wurde sie in China als Verräterin bezeichnet.
Am 19. April 2020 verhaftete die chinesische Polizei Chen Mei und Cai Wei, die Freiwillige für Terminus 2049 sind, und beschuldigte sie, „Streitigkeiten zu führen und Ärger zu provozieren“. Terminus 2049 wird auf GitHub gehostet. Seit dem Ausbruch von Covid-19 haben Cai und Chen Nachrichtenartikel, Interviews und andere Materialien archiviert, die auf chinesischen Medien und Social-Media-Plattformen veröffentlicht wurden und von Zensoren in China entfernt wurden.
Am 28. Dezember 2020 wurde die Journalistin und Bloggerin Zhang Zhan zu vier Jahren Haft verurteilt, weil sie über das Coronavirus in Wuhan berichtet hatte. Ihr wurde Querulantentum vorgeworfen.

### Wirtschaft
Das Stellen des gesamten Landes unter Massenquarantäne hat zu einer weitgehenden Einstellung wirtschaftlicher Aktivitäten geführt. Damit war die Wirtschaft für zwei Monate heruntergefahren. Die Industrieproduktion sank um 13,5 Prozent im Vergleich zum Vorjahresmonat, der Einzelhandel um 20,5 Prozent und die Investitionen um 24,5 Prozent. Nachdem die Produktion in China wieder aufgenommen wurde, setzt der chinesischen Wirtschaft die weltweite Verbreitung der Pandemie zu, da die Absatzmärkte fehlen. Hinzu kommt, dass schätzungsweise 5 Millionen Arbeitnehmer während der Massenquarantäne arbeitslos geworden sind. Andere Analysten gehen von bis zu 250 Millionen Arbeitslosen insgesamt aus. Die offizielle Arbeitslosenquote betrug Ende März 2020 6,2 Prozent, was ein signifikanter Anstieg ist, da die Quote die letzten zehn Jahre bei 4 Prozent lag.
Medien berichteten in China von Hamsterkäufen (vor der Ausgangssperre). Entgegen dem Trend, wonach die Preise von Verbrauchsprodukten, wie Lebensmittel, nach dem chinesischen Neujahrsfest zurückgehen, stiegen die Preise in China weiter an.
Eine einheitliche Strategie zur Bekämpfung der wirtschaftlichen Schäden oder für den Konjunkturaufschwung existiert gegenwärtig nicht. Die chinesische Regierung versucht mit Krediten und Reduktionen bei Sozialversicherungsbeiträgen, Steuern, Strom oder Mietzinsen für besonders betroffene Firmen den akuten Schwierigkeiten zu begegnen. Der Binnenkonsum soll durch Gutscheine an die Bevölkerung angekurbelt werden. Konjunkturpakete, wie in der Finanzkrise 2008, seien nicht geplant, weil die chinesische Verschuldung bereits sehr hoch ist und eine Abwertung des RMB zu Spannungen mit den USA führen würde.

### Binnenverkehr
Einer Datenauswertung zufolge war der Personenverkehr zwischen den großen Städten in China im Januar von etwa 82 Millionen auf unter 14 Millionen gesunken und bis zum 21. Februar nicht weiter gestiegen. Der Flug- und Schienenverkehr in China verringerte sich in derselben Zeit um ca. 40 % und der Straßenverkehr um ca. 25 %.

### Umwelt
Der CO2-Ausstoß in China ging laut Berichten von Umweltanalysten im Februar 2020 um 25 Prozent zurück.

## Statistik

Bestätigte Neuinfektionen in China nach Daten der WHO. Oben kumuliert, unten Tageswerte

Bestätigte Todesfälle in China nach Daten der WHO. Oben kumuliert, unten Tageswerte. Der sprunghafte Anstieg am 17. April 2020 erklärt sich aus einer Korrektur.

## Dokumentationen
- Brisante Spurensuche - Woher kam das Coronavirus wirklich? Originaltitel: Did Covid Leak from a Lab in China? GB 2021 für Channel 4- television; deutsche Synchronfassung: auf n-TV,  2022; Mitwirkend: Jane Metzler (Autor und Berater des nationalen Sicherheitsrates der USA und der WHO), Alina Chan (Molekularbiologin – The Broad Institute of MIT und Harvard), Nikolai Petrowsky (Mediziner an der Flinders University), David Relman (Mediziner an der Stanford University), Sir John Bell (Mediziner an der University of Oxford), Milton Leitenberg (Zentrum für sicherheitstechnische Studien, University of Maryland), Richard Ebright (Direktor des Mikrobiologischen Instituts der Rutgers University), Gilles Demaneuf (Datenanalyst), Rossana Segreto (Molekularbiologin – Expertin für Genomanalyse), Monali Rahalkar (Mikrobiologin am Agharkar Research Institute [ARI]), Nicholas Wade (Wissenschaftsjournalist bei New York Times und Nature) (auch verfügbar auf youtube.com).